# Akola (dystrykt)
Akola (dystrykt) (marathi अकोला जिल्हा, ang. Akola district) – jest jednym z trzydziestu pięciu dystryktów indyjskiego stanu Maharasztra. Zajmuje powierzchnię 5 429 km².

## Położenie
Położony jest w północnej części tego stanu. Graniczy z dystryktami: 
- od zachodu z Buldana,
- od północy z Amarawati,
- od wschodu i południa z Amarawati i Washim.

Stolicą dystryktu jest miasto Akola.

## Rzeki
Rzeki przepływające przez obszar dystryktu:
- Aas
- Katepurna
- Man
- Morna
- Pathar
- Purna
- Uma